# زوليتا
زوي مونتانا هويتزل (بالإنجليزية: Zolita)‏ (من مواليد 23 سبتمبر 1994) والمعروف فنياً باسم "زوليتا"، مغنية وكاتبة أغاني أمريكية حققت نجاحًا كبيرًا في مقطع الفيديو الخاص بـ "Explosion" ، الذي نشر أكثر من ثمانية ملايين مشاهدة على YouTube اعتبارًا من مايو 2018، بعد نجاحها أصدرت فيديوهات موسيقية فردية بعنوان "Holy" عام 2016 و أغنية "Fight Like a Girl"عام "2017 من إخراج نفسها. في 13 أكتوبر 2015 أصدرت أسطوانة مطولة خاصة بها Immaculate Conception ، وفي 18 مايو 2018 أصدرت لها ثاني أسطوانة مطولة بعنوان سافو. 

## حياتها
وُلدت زوليتا في 23 سبتمبر 1994 ، في نيويورك ، ونشأت في كالاباساس ، كاليفورنيا. والدها من أصل ألماني، والدتها من أصل دنمركي. ألهمها والدها للبدء في صنع الموسيقى وترعرعت في العزف على الجيتار الأزرق والغيتار المسطح.

## روابط خارجية
- زوليتا على موقع ميوزك برينز (الإنجليزية)